# Condado de Feria
El condado de Feria es un título nobiliario español creado el 17 de mayo de 1460 por el rey Enrique IV en favor de Lorenzo II Suárez de Figueroa, señor de Feria y otras villas extremeñas. En 1567, Felipe II de España elevó la categoría de este título creando el ducado de Feria, a la que concedió la grandeza de España de primera clase.

## Condes de Feria
|                                | Titular                                 | Periodo                 |
| Creación por Enrique IV        | Creación por Enrique IV                 | Creación por Enrique IV |
| ------------------------------ | --------------------------------------- | ----------------------- |
| I                              | Lorenzo II Suárez de Figueroa           | 1460-1461               |
| II                             | Gómez II Suárez de Figueroa             | 1461-1506               |
| III                            | Lorenzo III Suárez de Figueroa          | 1506-1528               |
| IV                             | Pedro I Fernández de Córdoba y Figueroa | 1528-1552               |
| V                              | Gómez III Suárez de Figueroa y Córdoba  | 1552-1567               |
| Elevado a ducado por Felipe II |                                         |                         |

## Historia de los condes de Feria
- Lorenzo II Suárez de Figueroa (c. 1410-19 de agosto de 1461), I conde de Feria, señor de Zafra, Feria, La Parra, Nogales, La Morera, Alconera, Oliva de la Frontera, Valencia de Mombuey, Villalba de los Barros, el Rincón y el Palacio, comendador de Azuaga en la Orden de Santiago, alcaide de Villanueva de Barcarrota,[1] doncel del rey Juan II en su juventud y miembro del Consejo Real en 1439.[4] Entre 1430 y 1432, colaboró en la lucha contra Juan de Sotomayor, maestre de Alcántara, quien apoyaba a los infantes de Aragón, controlando la zona meridional de Badajoz y asediando las plazas rebeldes de Alconchel y Villanueva de Barcarrota.[4] Por estos años, además, participó en la batalla de Higueruela y la defensa de Huéscar contra los musulmanes. En 1445 también luchó, al lado del rey y su privado Álvaro de Luna, en la batalla de Olmedo.

Casó en Montealegre, por capitulaciones matrimoniales del 8 de julio de 1435, con María Manuel, hija y heredera de Pedro Manuel de Villena, señor de Montealegre y Meneses, y su esposa Juana Manrique. Le sucedió su hijo:
- Gómez II Suárez de Figueroa (c. 1436-1505), II conde de Feria, señor de Zafra, Feria, etc., de Torre de Miguel Sexmero, Almendral y Salvaleón.[5] En 1470 se apoderó de Badajoz, ciudad que había sido ocupada por Hernán Gómez de Solís.[5] Años después, quizás atraído por las gestiones de los Mendoza, se alineó en el bando de los Reyes Católicos y tuvo un papel destacado en la defensa del reino de Badajoz (véase: guerra de sucesión castellana).[6] Participó en el socorro de Alhama (1482 y 1483), en los cercos y conquistas de Coín y Cártama (1484), Setenil, Alora y Ronda (1485), Vélez Málaga y Málaga (1487), Baza (1489) y Granada (1491-1492).[5] En 1499, junto con el conde de Cabra, desepeña la Gobernación General de Castilla con motivo del viaje de los monarcas a Andalucía.

Casó en primeras nupcias, en 1454, con Constanza Osorio, hija de los condes de Trastámara.
Casó, en segundas nupcias, con María de Toledo, hija de los duques de Alba. Le sucedió, de este matrimonio, su hijo:
- Lorenzo III Suárez de Figueroa (c. 1495-22 de agosto de 1528), III conde de Feria, señor de Zafra, Feria, etc., Torre de Miguel Sexmero etc., y Salvatierra, que adquirió por trueque en 1523, veinticuatro de Córdoba, alcaide del castillo de Antequera, gentilhombre de cámara y miembro del Consejo Imperial de Carlos V.[9] Se mantuvo leal a la monarquía durante la guerra de las Comunidades de Castilla (1520-1521) y acudió con gente de armas a la recuperación de Fuenterrabía (1528). En cuanto a la gestión de sus dominios, promovió en Zafra algunas fundaciones religiosas (conventos de Santa Marina y de la Cruz), ratificó las ordenanzas municipales de la villa y concluyó las obras de fortificación del castillo de Feria.

Casó el 15 de agosto de 1518 con Catalina Fernández de Córdoba, II marquesa de Priego. Le sucedió su hijo:
- Pedro I Fernández de Córdoba y Figueroa (1519-1552), IV conde de Feria, señor de Zafra, Feria etc., caballero de la Orden del Toisón de Oro (1545).[10] Se halló en la fracasada jornada de Argel (1541), en la defensa de la frontera pirenaica (1542) y en el sitio de la plaza fuerte de Düren (1543) —esta última, en el marco de la futura guerra de Esmalcalda—.

Casó en 1541, por poderes, con Ana de la Cruz Ponce de León (1527-1601), primogénita de los duques de Arcos, Rodrigo Ponce de León y María Téllez-Girón Lasso de la Vega «la Menor», en lo que era una operación de doble enlace entre ambas casas, puesto que, a su vez, la hermana del conde contraía matrimonio con el II duque de Arcos, Luis Cristóbal Ponce de León. De dicha unión nació Lorenzo, que murió en 1548 a poco de haber nacido, y Catalina, que no pudo heredar el condado ya que el mismo era exclusivamente de sucesión agnaticia. Le sucedió, por tanto, su tío:
- Gómez III Suárez de Figueroa y Córdoba (p. siglo XVI-7 de diciembre de 1571), V conde de Feria, señor de Feria, Zafra etc., I duque de Feria por concesión del 29 de septiembre de 1567, gentilhombre de la boca de la Casa de Borgoña del príncipe Felipe de Austria (1548-1556), capitán de la guardia española de la casa del príncipe durante el mismo periodo, caballero de la Orden de Santiago, con la encomienda de Beas primero y la de Segura de la Sierra en 1557, gobernador de Milán entre 1554 y 1555, consejero de Estado de Felipe II y diplomático español en Inglaterra e Irlanda.[13][14]

Casó el 29 de diciembre de 1558, en Londres, con Jane Dormer, dama de honor inglesa de la reina María I de Inglaterra.
Continúa como ducado de Feria.